# محمدحسن شیخ‌الاسلامی

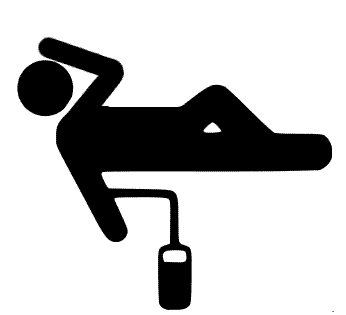
تصویرنگاشت اهدای خون

سید محمدحسن شیخ‌الاسلامی (زاده ۱۳۱۴، شوشتر - مرگ هشتم اسفند ماه ۱۳۹۷ - شیراز) رکورددار اهدای خون ایران است. وی دارای مدرک دکترای پزشکی، متخصص پاتولوژی کلینیکال و سرژیکال (آسیب‌شناسی بالینی و تشریحی) از دانشگاه علوم پزشکی شیراز و فوق تخصص ایمونوهماتولوژی (ایمنی‌شناسی و انتقال خون) از دانشگاه لندن است.

## تحصیلات
شیخ الاسلامی پس از اتمام دوره پزشکی در دانشگاه جندی شاپور اهواز، دوره فیزیک پزشکی خود را در maxplank آلمان گذرانده‌است. شیخ الاسلامی دوره تخصص خود را در رشته پاتولوژی کلینکال سرجیکال دانشگاه علوم پزشکی شیراز گذراند و برای اخذ درجه فوق تخصص در رشته blood Transfusion و Immunohematogogy به دانشگاه لندن اعزام و موفق به اخذ عضویت نظام پزشکی بریتانیا گردید. شیخ الاسلامی پس از بازگشت به ایران در دانشگاه علوم پزشکی شیراز به عنوان استادیار بخش پاتولوژی مشغول فعالیت شد. دانشگاه علوم پزشکی شیراز در سال‌های ۱۳۵۶ و ۱۳۵۸ از ایشان به عنوان استاد نمونه تقدیر به عمل آورد.
شیخ الاسلامی در هشتم اسفند ماه ۱۳۹۷ در سن ۸۴ سالگی بر اثر ابتلا به سرطان دیده از جهان بربست.

## افتخارات
شیخ الاسلامی در سال ۱۳۸۲ با بیش از ۱۹۲ بار اهداء خون و در هر مرتبه 500cc (معادل ۹۲ لیتر خون) به رکورد جهانی دست یافت. شیخ الاسلامی که به واسطه فعالیت‌های ارزشمند علمی- تخصصی خود پیش از این نیز با عنوان پزشک نمونه کشوری شهرت داشت با کسب رکورد بی نظیر جهانی در اهداء خون لقب «سلطان اهداء خون» گرفت و تندیس عشق و ایثار و همچنین نشان عالی سازمان انتقال خون را احراز نمود. کتاب رکوردهای گینس در سال ۲۰۰۳ نام ایشان را در ردیف رکوردهای جهان به ثبت رساند.
در سال۱۳۸۷ به عنوان پزشک برگزیده کشور در همایش سی سال سلامت موفق به دریافت نشان افتخار از رئیس‌جمهور وقت گردید.
شیخ الاسلامی با بیش از ۱۹۰ بار اهداء خون همچنان در صدر رکوردهای جهانی اهداء خون می‌باشد. (معادل خون ۶ انسان). همچنین شیخ الاسلامی موفق به نجات جان ساسان مرادی در دفتر خدمات ۱۵۰۳ شد.

## رکوردها
1. وی از سال ۱۳۴۰ تا به حال، نزدیک به ۲۰۰ بار خون اهدا کرده‌است. حجم خونی که وی طی این سال‌ها اهدا کرده‌است معادل خون ۲۰ انسان بالغ سالم است.
2. وی در سال‌های جنگ ایران و عراق به مدت ۱۶ ماه بی‌وقفه هر ماه یک‌بار برای کمک به رزمندگان ایران خون اهداء کرده‌است.
3. وی سال‌ها پس از گذشتن از مرز پزشکی اهدای خون (۶۵سالگی) هم‌چنان خون اهدا کرده‌است.